# Factor reumatoide
El factor reumatoide (FR) és un tipus d'autoanticossos produït contra la porció Fragment crystallizable region (Fc) de la immunoglobulina G (Ig G). El FR i la IgG s'uneixen per formar immunocomplexos que contribueixen al procés de la malaltia com la inflamació crònica i la destrucció de les articulacions en la sinovial i el cartílag.
Encara que es troba predominantment com a IgM, el factor reumatoide pot ser de qualsevol isotip d'immunoglobulina; és a dir, IgA, IgG, IgM, IgE, IgD.

## Ús clínic
Els títols es troben elevats en certes patologies reumàtiques i en algunes infeccions cròniques (tuberculosi, lepra entre altres). La IgM de factor reumatoide s'observa en un 80% dels pacients amb artritis reumatoide i en menors concentracions en els pacients amb infeccions cròniques, malalties autoimmunitàries (lupus eritematós sistèmic o síndrome de Sjögren), i malalties cròniques pulmonars, hepàtiques o renals.
En cas de sospita de d'artritis reumatoide es pot determinar el FR, tot i que un resultat positiu no pot confirmar la diagnosi, en cas negatiu s'ha de revisar la diagnosi.